# Strychnos romeu-belenii
Strychnos romeu-belenii är en tvåhjärtbladig växtart som beskrevs av Krukoff och Barneby. Strychnos romeu-belenii ingår i släktet Strychnos och familjen Loganiaceae. Inga underarter finns listade i Catalogue of Life.